# Свети Архангел Михаил (Пловдив)
Вижте пояснителната страница за други значения на Свети Архангел Михаил.
„Свети Архангел Михаил“ е източноправославна църква в Пловдив, част от Пловдивската епархия на Българската православна църква. Еднокорабна базилика с една апсида и открит нартекс. Намира се в пловдивските Централни гробища. Изпълнява функциите на гробищна църква.

## История
Храмът е построен през 1882 г., но при Чирпанското земетресение (1928 г.) е изцяло разрушен. Възстановен е с дарителството на Павел Калпакчиев и е осветен през през 1941 г. Камбанарията над притвора е издигната през 1971 г.
Храмът е изографисан първоначално през 1941 от руския художник Николай Ростовцев. Стенописите са били повредени и през 1971 г. са подновени от учениците на Ростовцев Карл Йорданов, Господин Георгиев и синовете му Костадин и Никола. През 2015 г. при председателството на Ц.Н. свещеноиконом Роман Арнаучков е извършена реставрация и консервация на стенописите от художника Георги Филев.
Иконите на царския ред са дело на Димитър Гюдженов. На иконостаса има икони на св. Климент Охридски, св. Йоан Рилски, св. Стефан и св. Георги.
Храмовият празник е на Архангеловден – 8 ноември. Това е единственият случай в годината, в който, се служи и вечерна служба – по правило на 7 ноември вечерта.